# Danske mesterskaber i atletik 1896
Danske mesterskaber i atletik 1896 var det tredje Danske mesterskaber i atletik. Kun to discipliner 150 meter og 1 mile løb var med på programmet.
| Disciplin | Guld                                      | Sølv | Bronze |
| --------- | ----------------------------------------- | ---- | ------ |
| 150 meter | Ferdinand Petersen Københavns FF 17,8     | ?    | ?      |
| 1 mile    | Axel Valdemar Hansen Københavns FF 4:53,0 | ?    | ?      |
| 1 km gang | Oscar Hansen Københavns FF 4:10,6         | ?    | ?      |
Kilde: DAF i tal
| Atletik | Spire Denne artikel om atletik er en spire som bør udbygges. Du er velkommen til at hjælpe Wikipedia ved at udvide den. |